# رصدخانه شهر گور
رصدخانه شهر گور یکی از قدیمی‌ترین رصدخانه‌های کهن تاریخ ایران است.
این رصدخانه در کنار نقوش رنگی شاهزادگان ساسانی در شهر گور (فیروزآباد) قرار داشت. این رصدخانه شاهکاری از دانش ایران در آن عصر محسوب می‌شود.
پروفسور «دیتریش هوف» در حفاری شهرگور فیروزآباد فارس به سازه‌ای دایره‌ای‌شکل رسید که پس از مطالعه، مشخص شد، قدیمی‌ترین نمونه از رصدخانه‌های به‌دست آمده در ایران و از آن دوران ساسانی است.
نمونه‌های همانندی از این سازه در دهلی و جیپور هند هست؛ ولی باتوجه به این‌که رصدخانه مراغه مربوط به دوره ایلخانان مغول و نزدیک سیصد سال پس‌از رصدخانه شهرگور بنا شده‌است، این سازه، قدیمی‌ترین رصدخانه ایران به‌شمار می‌رود.
برج ستاره‌شناسی پیدا شده در شهر گور، از خشت و گل و کاملاً تندرست است. قطری نزدیک ۶۵/۵ متر دارد که روی آن، ۱۲ نشانه از علامت‌های بکار گرفته شده در اندازه‌گیری‌های رصدی و سکوهایی نموداری، هست. احتمال می‌رود که سازه دایره‌ای‌شکل شهر گور برای نصب دستگاه‌های سینوسی به‌کار می‌رفته و بلندی دیواره‌های آن که بدون سقف بنا شده، نزدیک ۶۵ سانتی‌متر بوده‌است.
شهر گور در دوران ساسانی و از زمان پادشاهی اردشیر بابکان بنا شده و تا دوران اسلامی در حکومت عضدالدوله دیلمی بر فارس که نام آن به فیروزآباد تغییر می‌کند، اهمیت فراوانی داشته‌است. شواهد به‌دست آمده از حفاری‌های گذشته باستان‌شناسان نیز که دیرینگی آنها به سده چهارم هجری قمری برمی‌گردد، از رونق علمی و شهری فیروزآباد در آن دوران سرگذشت می‌کند. فارس در سده چهارم هجری قمری یکی‌از پیش‌تازان دانش اخترشناسی در سراسر ایران بوده و شهرگور نیز در این سده، هنوز اهمیت داشته‌است. 
فارس در سده چهارم هجری قمری، مرکز بزرگی برای ستاره‌شناسی است. بر پایه اسناد تاریخی، امیرعضدالدوله دیلمی در دوران حکومت خود در فارس، منش معروفی به نام عبدالرحمان صوفی را به سمت استاد ریاضی و اخترشناسی به منطقه می‌آورد و او در شهرگور که مورد دلبستگی امیرعضدالدوله بوده‌است، ساکن می‌شود. صوفی در سال ۲۸۱ هجری قمری زاده شد و در سال ۳۳۵ هجری قمری در شیراز درگذشت کرد؛ او رصدهایی را در شیراز انجام داده و تاریخ‌نویسان گفته‌اند که برای زمانی در شیراز به انجام محاسبات نجومی سرگرم بوده‌است. حتی ابوریحان بیرونی نیز نوشته که رصد دایره البروج با وسیله‌ای به قطر ۱۲۳ سانتی‌متر در شیراز انجام شده که آن وسیله را در سازه به‌دست آمده در شهرگور، کار می‌گذاشتند. 
صوفی، یک کره سماوی از جنس نقره نیز برای امیرعضدالدوله دیلمی ساخت که شاهکاری است و در موزه قاهره نگه‌داری می‌شود. نام علمی عبدالرحمان صوفی در تمام کتاب‌های جهان باعنوان "Azof" آمده‌است. هم‌چنین وقتی نام دانشمندان جهان را روی کره ماه حک کردند، نام صوفی نیز در ۲۲ درجه جنوب و نصف‌النهار ۱۳ درجه کره ماه به‌ثبت رسید.

تاریخ بیرونی
تاریخ طبری
جامع التواریخ
تاریخ مسعودی ( مروج الذهب )